# 埃加尔库恩尔
埃加尔库恩尔（Egarkunr），是印度贾坎德邦丹巴德县的一个城镇。总人口10212（2001年）。

## 人口
该地2001年总人口10212人，其中男性5467人，女性4745人；0—6岁人口1307人，其中男704人，女603人；识字率54.78%，其中男性为66.49%，女性为41.29%。